# Червенськ
Червенськ (пол. Czerwieńsk, нім. Rothenburg an der Oder) — місто в західній Польщі, на річці Одра.
Належить до Зельоногурського повіту Любуського воєводства.

## Демографія
Демографічна структура станом на 31 березня 2011 року:
|          | Загалом | Допрацездатний вік | Працездатний вік | Постпрацездатний вік |
| -------- | ------- | ------------------ | ---------------- | -------------------- |
| Чоловіки | 2089    | 403                | 1559             | 127                  |
| Жінки    | 2112    | 395                | 1343             | 374                  |
| Разом    | 4201    | 798                | 2902             | 501                  |